# Teologický konvikt Olomouc
Teologický konvikt Olomouc je zařízení České biskupské konference, ve kterém probíhá jednoroční příprava kandidátů na vstup do některého ze dvou kněžských seminářů v České republice a studium teologie. 
Vznikl v roce 2002 a navazuje na obdobnou instituci, která existovala v letech 1990 až 2002 v Litoměřicích. Příprava v teologickém konviktu spočívá zejména v lidské, intelektuální a duchovní formaci kandidátů, jakož i v doplňování jejich jazykových znalostí.
Od roku 2002 do roku 2019 byl ředitelem konviktu Alfréd Volný. Od školního roku 2019/2020 ho nahradil Jiří Kupka. 
Spirituálem byl nejprve Jan Linhart, jehož v roce 2013 nahradil Petr Vrbacký.